# George B. Terrell
George Butler Terrell (* 5. Dezember 1862 in Alto, Cherokee County, Texas; † 18. April 1947 ebenda) war ein US-amerikanischer Politiker. Zwischen 1933 und 1935 vertrat er den Bundesstaat Texas im US-Repräsentantenhaus.

## Werdegang
George Terrell besuchte die öffentlichen Schulen seiner Heimat und danach das Sam Houston Teachers’ College in Huntsville. Anschließend beendete er seine Ausbildung mit einem Studium an der Baylor University in Waco. Zwischen 1886 und 1903 war Terrell Lehrer im Cherokee County. In den Jahren 1897 und 1902 gehörte er der Lehrerprüfungskommission des Staates Texas an. Ein Jahr später war er Mitglied in der für die Lehrmittel zuständigen Kommission. Seit 1903 arbeitete Terrell in Alto in der Landwirtschaft und hier besonders auf dem Gebiet der Viehzucht. Gleichzeitig begann er als Mitglied der Demokratischen Partei eine politische Laufbahn. Zwischen 1898 und 1932 saß er mehrfach als Abgeordneter im Repräsentantenhaus von Texas. Von 1920 bis 1931 war er außerdem Landwirtschaftsminister (Commissioner of Agriculture) des Staates Texas.
Bei den Kongresswahlen des Jahres 1932 wurde Terrell für den damals staatsweit eingerichteten 21. Sitz von Texas in das US-Repräsentantenhaus in Washington, D.C. gewählt, wo er am 4. März 1933 sein neues Mandat antrat. Da er im Jahr 1934 auf eine weitere Kandidatur verzichtete, konnte er bis zum 3. Januar 1935 nur eine Legislaturperiode im Kongress absolvieren. Damals wurden die ersten New-Deal-Gesetze der Bundesregierung unter Präsident Franklin D. Roosevelt verabschiedet. Nach dem Ende seiner Zeit im US-Repräsentantenhaus nahm George Terrell seinen früheren landwirtschaftlichen Tätigkeiten wieder auf. Er starb am 18. April 1947 in seinem Heimatort Alto.